# Nonna ci produce un film
Nonna ci produce un film è un film del 2023 diretto da Walter Garibaldi.

## Trama
Una scontrosa anziana rimasta vedova decide di inseguire il suo desiderio: realizzare un documentario sul marito, ritenuto da lei un genio incompreso.

## Distribuzione
Il film è stato distribuito nelle sale cinematografiche italiane a partire dal 6 dicembre 2023.